# Comuna Kudînka, Letîciv
Kudînka (în ucraineană Кудинка) este o comună în raionul Letîciv, regiunea Hmelnîțkîi, Ucraina, formată din satele Kudînka (reședința), Rojnî și Svicina.

## Demografie
Componența lingvistică a comunei Kudînka
     Ucraineană (99,85%)
     Alte limbi (0,15%)
Conform recensământului din 2001, majoritatea populației comunei Kudînka era vorbitoare de ucraineană (99,85%), existând în minoritate și vorbitori de alte limbi.